# Jens Gieseke (Historiker)
Jens Gieseke (* 1964 in Langenhagen) ist ein deutscher Historiker.

## Leben
Jens Gieseke wurde 1964 in Langenhagen geboren. Nach dem Abitur studierte er seit 1984 Geschichte, Politologie und Rechtswissenschaften an den Universitäten Hannover und Potsdam. 1990 machte er seinen Magister-Abschluss in Hannover. 2000 promovierte Gieseke bei Christoph Kleßmann an der Universität Potsdam zum Dr. phil. Von 1993 bis 2008 war er wissenschaftlicher Mitarbeiter der Abteilung Bildung und Forschung der Gauck-Behörde. Seit 2008 ist er Projektleiter der Abteilung „Kommunismus und Gesellschaft“ am Zentrum für Zeithistorische Forschung in Potsdam.
Schwerpunkt seiner Forschungen ist die Geschichte der DDR und des Ministeriums für Staatssicherheit.

## Werke (Auswahl)
- Doktoren der Tschekistik. Die Promovenden der „Juristischen Hochschule“ des MfS, 1994, ISBN 978-3-942130-54-7.
- mit Stephan Fingerle: Partisanen des Kalten Krieges. Die Untergrundtruppe der Nationalen Volksarmee 1957 bis 1962 und ihre Übernahme durch die Staatssicherheit. Hrsg. BStU. Berlin, 1996, ISBN 978-3-942130-57-8.
- mit Doris Hubert: Die DDR-Staatssicherheit: Schild und Schwert der Partei, Bundeszentrale für Politische Bildung, Bonn 2000, ISBN 3-89331-402-4.
- Die hauptamtlichen Mitarbeiter der Staatssicherheit: Personalstruktur und Lebenswelt 1950–1989/90, Berlin 2000, ISBN 3-86153-227-1.
- Der Mielke-Konzern (Memento vom 13. Dezember 2013 im Internet Archive) (PDF; 806 kB), Stuttgart 2001, ISBN 3-421-05481-9. Erweiterte und aktualisierte Neuauflage, München 2006.
- (Hrsg.): Staatssicherheit und Gesellschaft. Studien zum Herrschaftsalltag in der DDR. Vandenhoeck & Ruprecht, Göttingen 2007, ISBN 978-3-525-35083-6.
- mit Lukasz Kaminski, Krzysztof Persak (Hrsg.): Handbuch der kommunistischen Geheimdienste in Osteuropa 1944–1991, Göttingen 2009, ISBN 978-3-525-35100-0.
- Die Stasi 1945–1990. Pantheon, München 2011, ISBN 978-3-570-55161-5. 4. Aufl. 2016.[1]
- mit Klaus Gestwa, Jan-Holger Kirsch (Hrsg.): Zeithistorische Forschungen 10 (2013), Heft 2: Soziale Ungleichheit im Staatssozialismus.
- mit Andrea Bahr:  Die Staatssicherheit und die Grünen. Zwischen SED-Westpolitik und Ost-West-Kontakten. Ch. Links, Berlin 2016, ISBN 978-3-86153-842-4.[2]